# Reda (miasto)
Reda (kaszub. Réda, niem. Rheda) – kaszubskie miasto w północnej Polsce, w województwie pomorskim, w powiecie wejherowskim, położona w Pradolinie Redy-Łeby nad rzeką Redą. Stanowi jedno z miast Małego Trójmiasta Kaszubskiego oraz jest częścią aglomeracji Trójmiasta.
Wieś królewska w starostwie puckim w powiecie puckim województwa pomorskiego w drugiej połowie XVI wieku. W latach 1975–1998 miasto administracyjnie należało do województwa gdańskiego, obszar bezpośrednio przylegający do niego tworzy gminę wiejską. Jako jedna z gmin wchodzi w skład Komunalnego Związku Gmin „Dolina Redy i Chylonki”.
Bardzo szybki rozwój Redy pod koniec XX wieku miał związek z budową osiedla bloków z mieszkaniami dla pracowników budowanej w latach 1982–1990 Elektrowni Jądrowej w Żarnowcu.
Według danych z 31 grudnia 2023 r. miasto miało 28 588 mieszkańców.

## Położenie
Reda leży w Pradolinie Redy-Łeby, między zalesionymi wysoczyznami Pucką i Pojezierza Kaszubskiego. Na wschód od miasta znajduje się rozległa nizina, zwana Mościmi Błotami, a na północ – Kępa Rekowska. Przez miasto przebiegają ważne szlaki komunikacji drogowej i kolejowej.

### Podział administracyjny
- Betlejem
- Reda Główna
- Ciechocino
- Marianowo
- Moście Błota
- Osiedle Przy Młynie
- Pieleszewo
- Rekowo Dolne

## Środowisko naturalne
Według danych z 2006 roku w mieście 8,76 km² (29,75%) obejmują użytki rolne, a 15,45 km² (52,46%) stanowią lasy.

### Geologia
Miasto korzysta z ujęć wód plejstoceńskich i trzeciorzędowych.

### Wody
Przez miasto przepływa rzeka Reda. Wypływa ona pod wsią Strzebielino Morskie, a następnie meandruje dnem obniżenia nazywanego Pradoliną Redy-Łeby do Zatoki Puckiej. Wspomniane obniżenie wyżłobiły pod koniec epoki plejstoceńskiej spływające tędy ku zachodowi wody topniejącego lodowca. W późniejszych okresach, po utworzeniu się pod Strzebielinem progu przedzielającego w poprzek pradolinę, rzeka Reda skierowała się ku wschodowi, podczas gdy płynące w zachodniej części pradoliny wody rzeki Łeby zachowały kierunek biegu strumienia polodowcowego.
Rzekę Redę cechują dość wysokie stany wód zimą i wczesną wiosną, powodujące wylewy. Szerokość rzeki na poziomie zwierciadła wody, przy średnim stanie, w środkowym odcinku jej biegu, wynosi 10–12 m. Na wschód od miasta Redy rzeka skanalizowanym korytem kończy swój bieg i wpada do Zatoki Puckiej między Rewą a Osłoninem. Dawniej była ona wykorzystywana do celów transportowych, a obecnie służy rekreacji (spływy kajakowe).

### Przyroda
Północne i zachodnie obszary Redy są porośnięte lasami Puszczy Darżlubskiej, w których rosną sosny, świerki, graby, buki, a rzadziej modrzew, brzozy i klony. Podobne lasy, pokrywające południowo-zachodnie obszary miasta, mieszczą się w granicach chronionego Trójmiejskiego Parku Krajobrazowego. Tereny położone na wschodniej części zajmują łąki torfowe, porośnięte gdzieniegdzie drobnymi zagajnikami, urozmaicającymi krajobraz.
Wysoki stan czystości wód rzeki Redy stwarza warunki do życia w niej wielu gatunkom ryb, a w tym szczególnie pstrągom potokowym, trociom wędrownym i lipieniom. Wzdłuż brzegów rzeki występują stanowiska ciekawych zarośli halofilnego arcydzięgla nadbrzeżnego, osiągającego wysokość 2 m oraz półhalofilnych szuwar z sitowcem nadmorskim.

## Historia
- 1357 – wymienienie w kontrakcie lokalizacyjnym Grężlewa – osady istniejącej na prawie chełmińskim na obecnym obszarze Redy
- 1358 – wystąpienie osady pod nazwą Granslaw
- 1398 – zmiana nazwy Granslaw na Granissow lub Granslow
- 1400 – otrzymanie przez osadę nazwy Redau
- 1433 – zmiana nazwy Redau na Reda
- 1500 – otrzymanie przez wieś na stałe nazwy Reda od nazwy rzeki, nad którą jest położona
- 1627–1628 – zarekwirowanie chłopskiego dobytku z wsi Reda, Ciechocino i Pieleszewo przez oddziały płk. Jana Lanckorońskiego
- 1635 – przekazanie przywileju wsi sołtysowi Redy Szymonowi Borschowi przez króla Władysława IV
- 1656–1660 – obrabowanie i wyniszczenie wsi podczas potopu szwedzkiego
- 1767 – wydanie wilkierza dla starostwa puckiego przez starostę Ignacego Przebendowskiego
- 1772 – wejście Redy pod panowanie monarchii pruskiej w wyniku I rozbioru Polski
- 1870 – przeprowadzenie przez wieś linii kolejowej
- 1891 – podpisanie ustawy pruskiej dotyczącej ustroju samorządowego na terenach Redy
- 1892 - Reda ma 832 mieszkańców. 734 Kaszubów (715 katolików i 19 ewangelików) i 98 Niemców (27 kat. i 71 ew.)[5]
- 1903 – zakończenie budowy kościoła parafialnego Wniebowzięcia NMP
- 1908 – założenie spółki prywatnej, która uruchamia w Redzie cegielnię produkującą cegłę silikatową
- 1913 - w Redzie jest cegielnia, młyn, tartak, 5 karczm, 3 sklepy kolonialno-spożywcze, 3 kowali (Albert Hubrich, Jaskulski, Josef Merten), 2 rzeźników (Franz Pulkowski, Johann Grzegowski), 2 piekarzy (bracia Burau, Franz Skawski), fabryczka odzieżowa ze sklepem (Wilhelm Busse), sklep papierniczy (również W. Busse), sklep żelazny i budowlany (J.R. Block), 2 szewców (Bernahrd Foit, Josef Rutowski), 2 kołodziejów ( Johann Hans, Anton Labuhn).[6]
- 1920 – 10 lutego wkroczenie do Redy wojska polskiego Frontu Pomorskiego; przejście administracji samorządowej w ręce Polaków
- 1923 – (październik) kolejna fala strajków obejmująca okoliczne zakłady drzewne m.in. w Redzie
- 1934–1935 – modernizacja trasy przelotowej Gdańsk – Koszalin o nawierzchni tłuczniowej, włącznie z ułożeniem nawierzchni bitumicznej na odcinku Rumia – Lębork
- 1939 – 9 września zajęcie Redy przez Niemców
- 1945 – 12 marca zajęcie Redy przez oddziały 8 Gwardyjskiego Korpusu Zmechanizowanego z 1 Gwardyjskiej Armii Pancernej i 40 Gwardyjskiego Korpusu Strzeleckiego z 19 Armii II Frontu Białoruskiego oraz oddziały polskiej 1 Brygady Pancernej im. Bohaterów Westerplatte[7].
- 1949 – zakończenie budowy toru kolejowego z Chyloni do Redy
- 1955 – 1 stycznia powołanie w Redzie Gromadzkiej Rady Narodowej obejmującej swoim zasięgiem działania oprócz Redy: Ciechocino, Pieleszewo i Państwowe gospodarstwo rolne Kąpino; przewodniczącym Prezydium Gromadzkiej Rady Narodowej zostaje Alfons Wesołka
- 1956 – 1 stycznia uzyskanie przez Redę praw osiedlowych; zmiana nazwy Gromadzka Rada Narodowa na Osiedlowa Rada Narodowa
- 1957 – oddanie do użytku drugiego toru między Redą a Wejherowem z przystosowaniem do ruchu pociągów elektrycznych
- 1967 – 1 stycznia uzyskanie przez Redę praw miejskich
- 1969 – koniec pełnienia funkcji przewodniczącego Prezydium Miejskiej Rady Narodowej przez Alfonsa Wesołkę
- 1972 – oddanie do użytku przystanku kolejowego Reda Pieleszewo
- 1974 – powołanie Miejskiego Ośrodka Sportu i Rekreacji w Redzie
- 1974–1975 – budowa cmentarza komunalnego; położenie drugiej jezdni od granicy Gdyni do Redy; zbudowanie mostu, skrzyżowania dróg w kierunku Pucka i Wejherowa, wiadukt pod torami kolejowymi i dwóch jezdni do Wejherowa
- 1990 – pierwsze powojenne wolne wybory samorządowe. Urząd objął pierwszy burmistrz miasta Barbara Brzezińska-Lacka
- 1996 – 19 sierpnia przyjęcie jako obowiązujący wzór herbu i flagi miasta Redy
- 1998 – wieś Rekowo Dolne została przyłączona w granice administracyjne miasta
- 2010
  - 1 stycznia – osada Moście Błota została przyłączona w granice administracyjne miasta
  - rozpoczęcie budowy drogi pomiędzy Rumią a Redą (koszt ponad 80 mln zł), w celu odciążenia zakorkowanej drogi krajowej nr 6[8]
  - rozpoczęcie budowy największego obiektu sportowo-rekreacyjnego w Polsce o nazwie AquaSfera[9]
- 2013
  - 1 października – powołanie Miejskiego Domu Kultury w Redzie
- 2015
  - 17 lipca – ukończenie budowy ul. Morskiej, łączącej Rumię i Redę
- 2017
  - marzec – badania archeologiczne w rejonie ulic Grażyny Bacewicz i Fryderyka Chopina (stanowisko archeologiczne Reda 11). Odkrycie pieca jamowego (konstrukcja kamienna) oraz fragmentów ceramiki z wczesnej epoki żelaza[10].

## Demografia

### Zmiana liczby ludności na przekroju lat
Dane od 1995 r. według GUS, według faktycznego miejsca zamieszkania:
| Rok  | Liczba ludności |
| ---- | --------------- |
| 1768 | 74              |
| 1869 | 692             |
| 1872 | 763             |
| 1924 | 1000            |
| 1968 | 5400            |
| 1982 | 6091            |
| 1991 | 14 000          |
| 1995 | 15 136          |
| 1999 | 17 003          |
| 2000 | 17 156          |
| 2001 | 17 388          |
| 2002 | 17 526          |
| 2003 | 17 868          |
| 2004 | 18 111          |
| 2005 | 18 360          |
| 2006 | 18 610          |
| 2007 | 19 058          |
| 2008 | 19 593          |
| 2009 | 20 181          |
| 2010 | 21 475          |
| 2015 | 24 029          |
| 2016 | 24 630          |
| 2017 | 25 102          |
| 2018 | 25 810          |
| 2019 | 26 307          |
| 2020 | 26 707          |
| 2023 | 28 588          |

### Struktura ludności
Dane z 31 grudnia 2014 według GUS:
| Opis                              | Ogółem | Ogółem | Kobiety | Kobiety | Mężczyźni | Mężczyźni |
| --------------------------------- | ------ | ------ | ------- | ------- | --------- | --------- |
| Jednostka                         | osób   | %      | osób    | %       | osób      | %         |
| Populacja                         | 23 565 | 100    | 11 978  | 50,83   | 11 587    | 49,17     |
| Gęstość zaludnienia [mieszk./km²] | 704    | 704    | 358     | 358     | 346       | 346       |

Znaczący odsetek osób mieszkających w Redzie stanowią Kaszubi, rdzenni mieszkańcy pochodzący od Pomorzan.

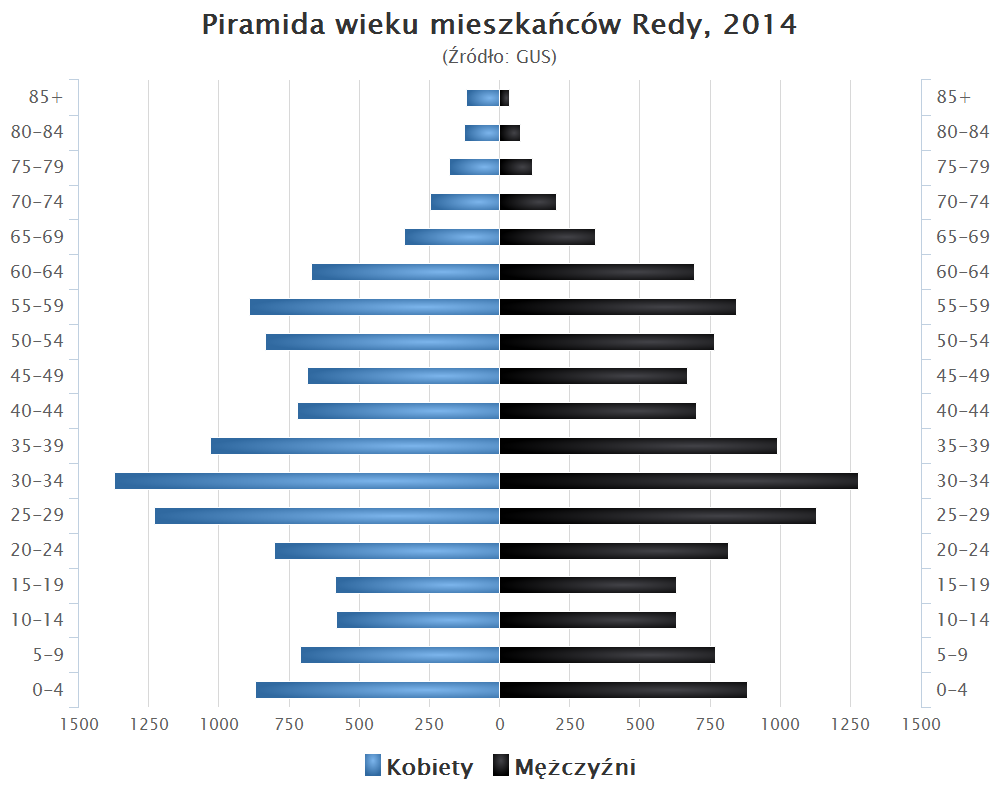
Piramida wieku mieszkańców Redy w 2014 roku

## Administracja

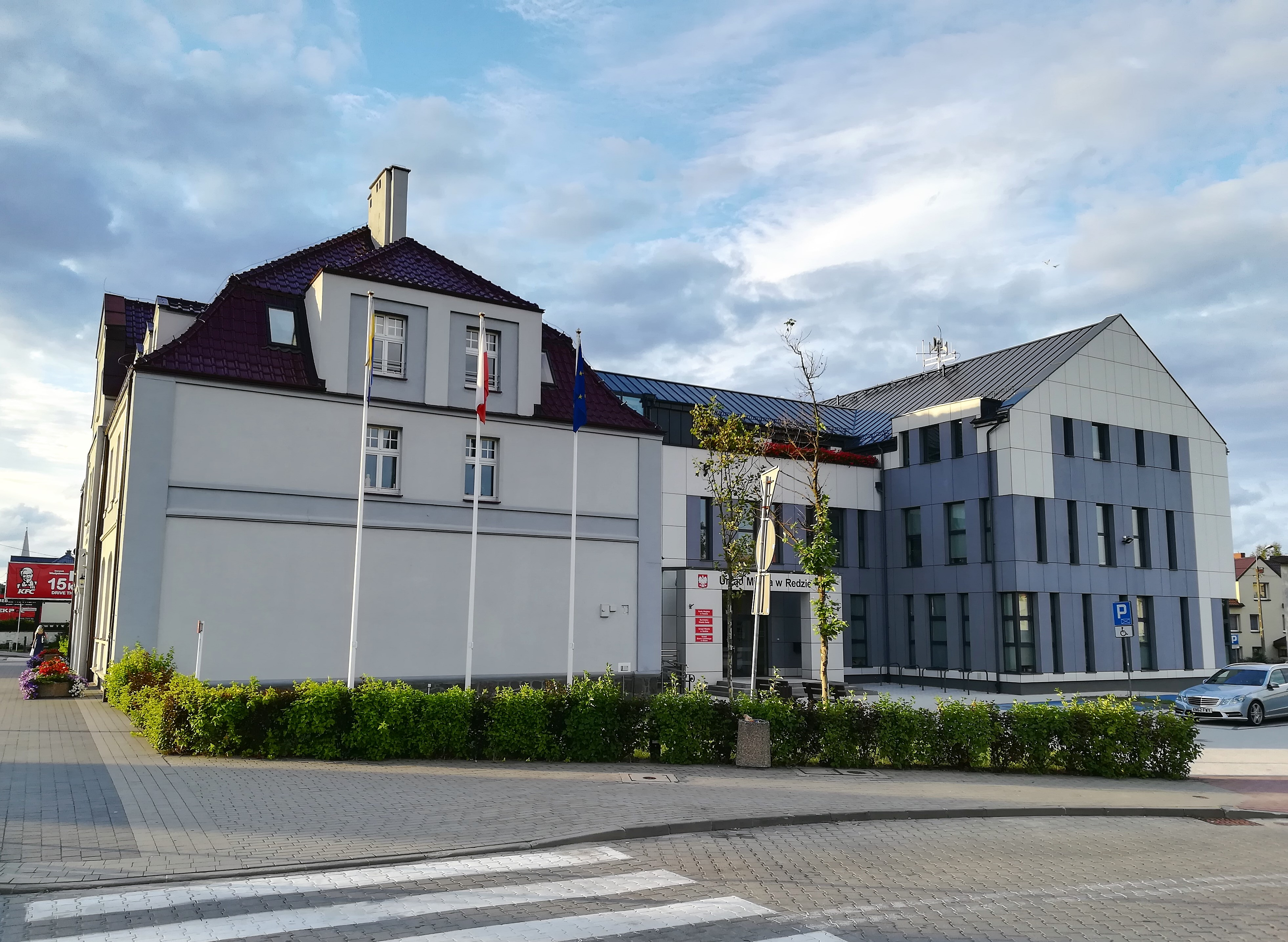
Ratusz w Redzie

Reda jest gminą miejską. Mieszkańcy miasta wybierają do rady miasta 21 radnych. Organem wykonawczym miasta jest burmistrz. Redy należy do Komunalnego Związku Gmin „Dolina Redy i Chylonki”.

## Gospodarka
Według danych z 30 czerwca 2009 roku Reda miała 619 mieszkańców bezrobotnych zarejestrowanych powiatowym urzędzie pracy. Budżet miasta na rok 2012:
- Dochody: 50 760 926 zł
- Wydatki: 50 066 861 zł

## Transport

### Drogi krajowe i wojewódzkie
Przez Redę przebiega droga wojewódzka nr 468 (dawna droga krajowa nr 6) (dwupasmowe ulice Gdańska i Wejherowska), swoją trasę rozpoczyna również droga wojewódzka nr 216 (jednopasmowa ulica Pucka).

### Transport zbiorowy

#### Pociągi

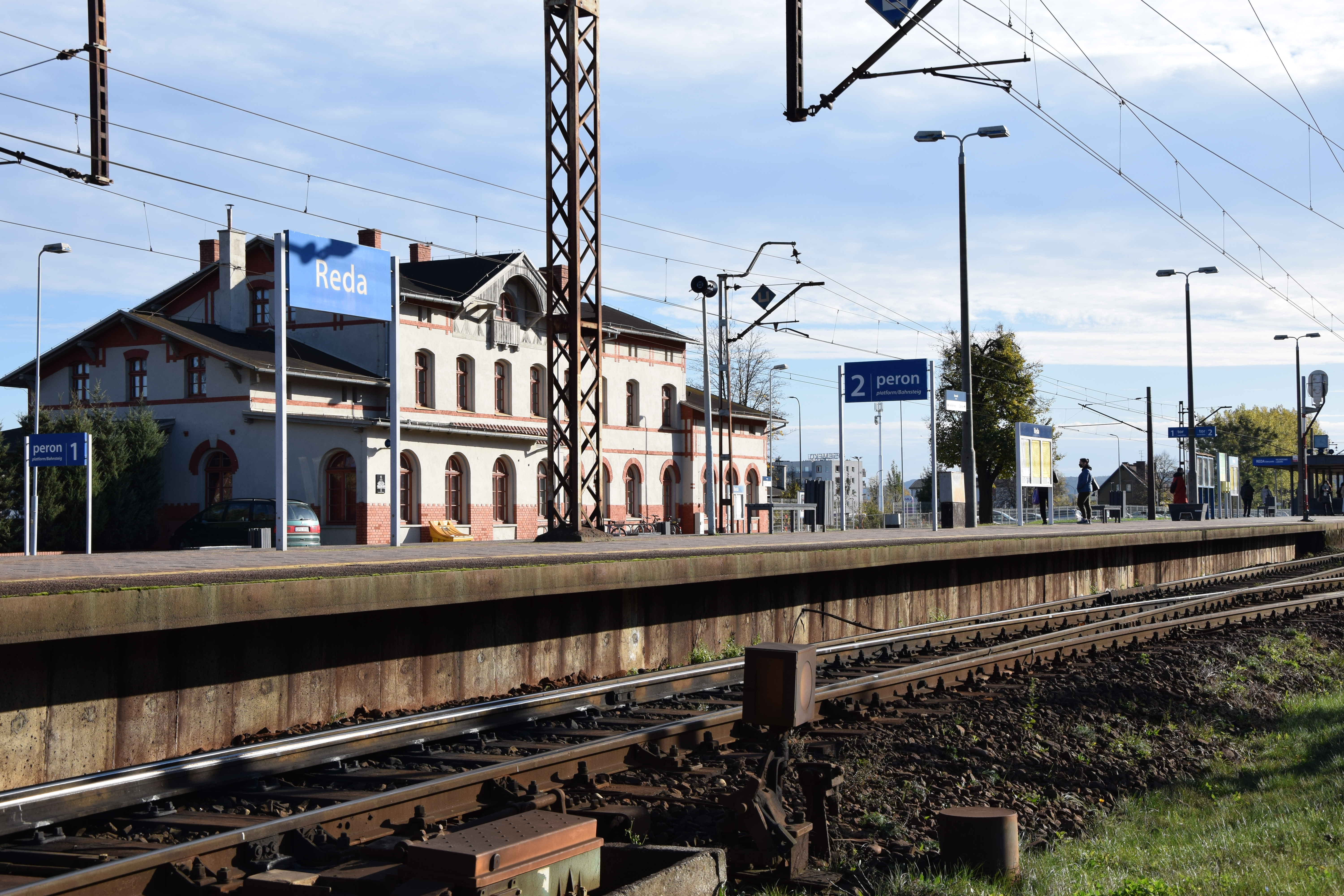
Dworzec kolejowy w Redzie

Przez Redę kursują pociągi na liniach kolejowych 202 i 213. Pasażerowie mogą korzystać z 3 stacji:
| Nazwa           | Zdjęcie | Linie kolejowe | Rodzaje przewozów                                             | Ilość pasażerów dziennie |
| --------------- | ------- | -------------- | ------------------------------------------------------------- | ------------------------ |
| Reda            |         | 202 213        | pociągi dalekobieżne, pociągi regionalne, pociągi podmiejskie | ok. 8500                 |
| Reda Rekowo     |         | 213            | pociągi regionalne                                            | 100 – 149                |
| Reda Pieleszewo |         | 202            | pociągi podmiejskie                                           | 1500–2000                |

#### Autobusy miejskie
Reda obsługiwana jest w 2022 roku przez 7 linii autobusowych: 4 należące do MZK Wejherowo i 3 należące do ZKM Gdynia.

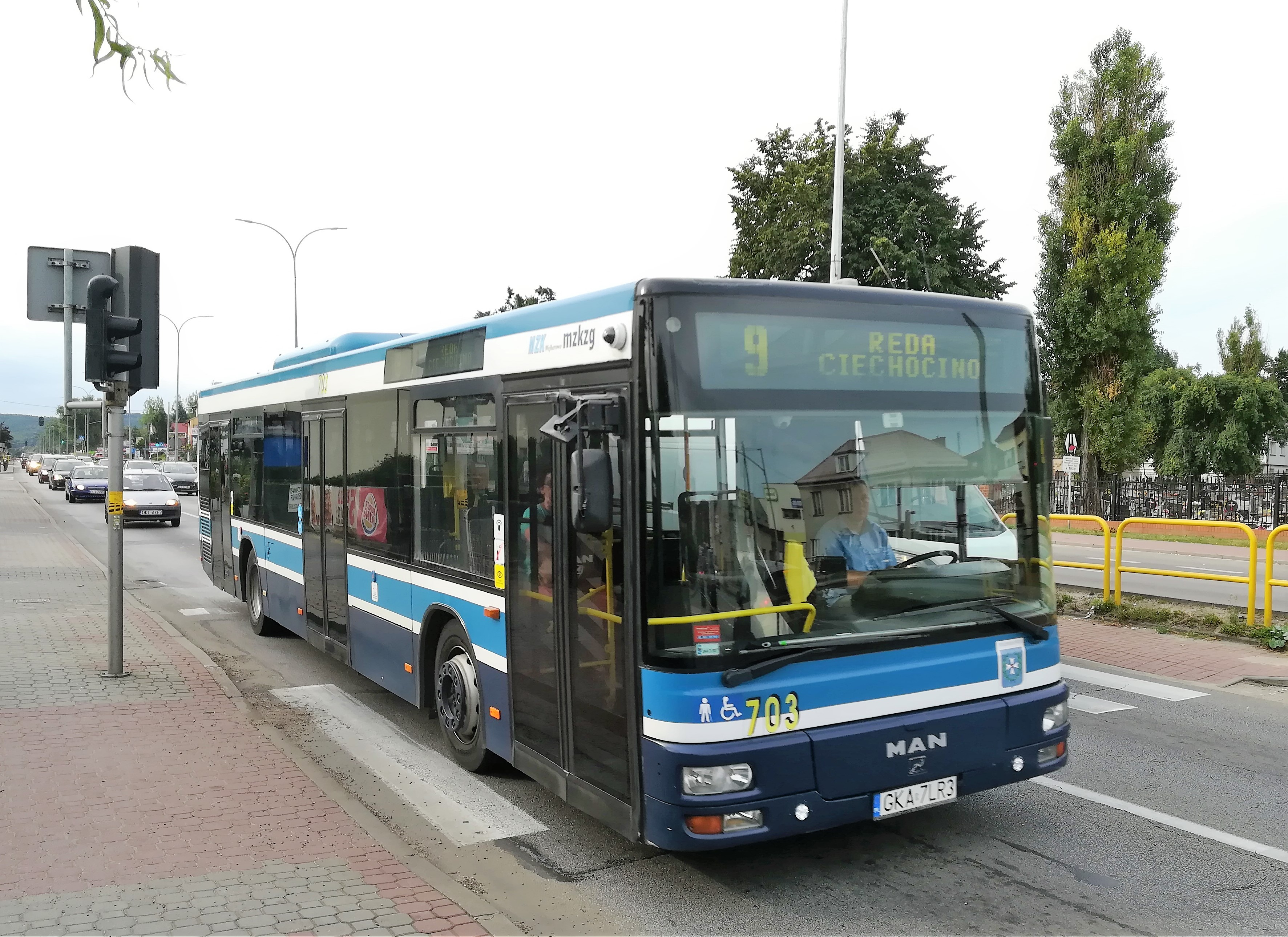
Autobus linii 9 (MZK Wejherowo)

#### Autobusy regionalne
Przez Redę przejeżdżają obecnie 3 linie organizowane przez PKS Gdynia: 650 z Gdyni do Karwi, 651 z Gdańska do Karwi (nie zatrzymuje się jednak w Redzie) i 656 z Rumi do Pucka.

## Turystyka
Informacji turystycznej w Redzie można zasięgnąć w Miejskiej Bibliotece Publicznej.

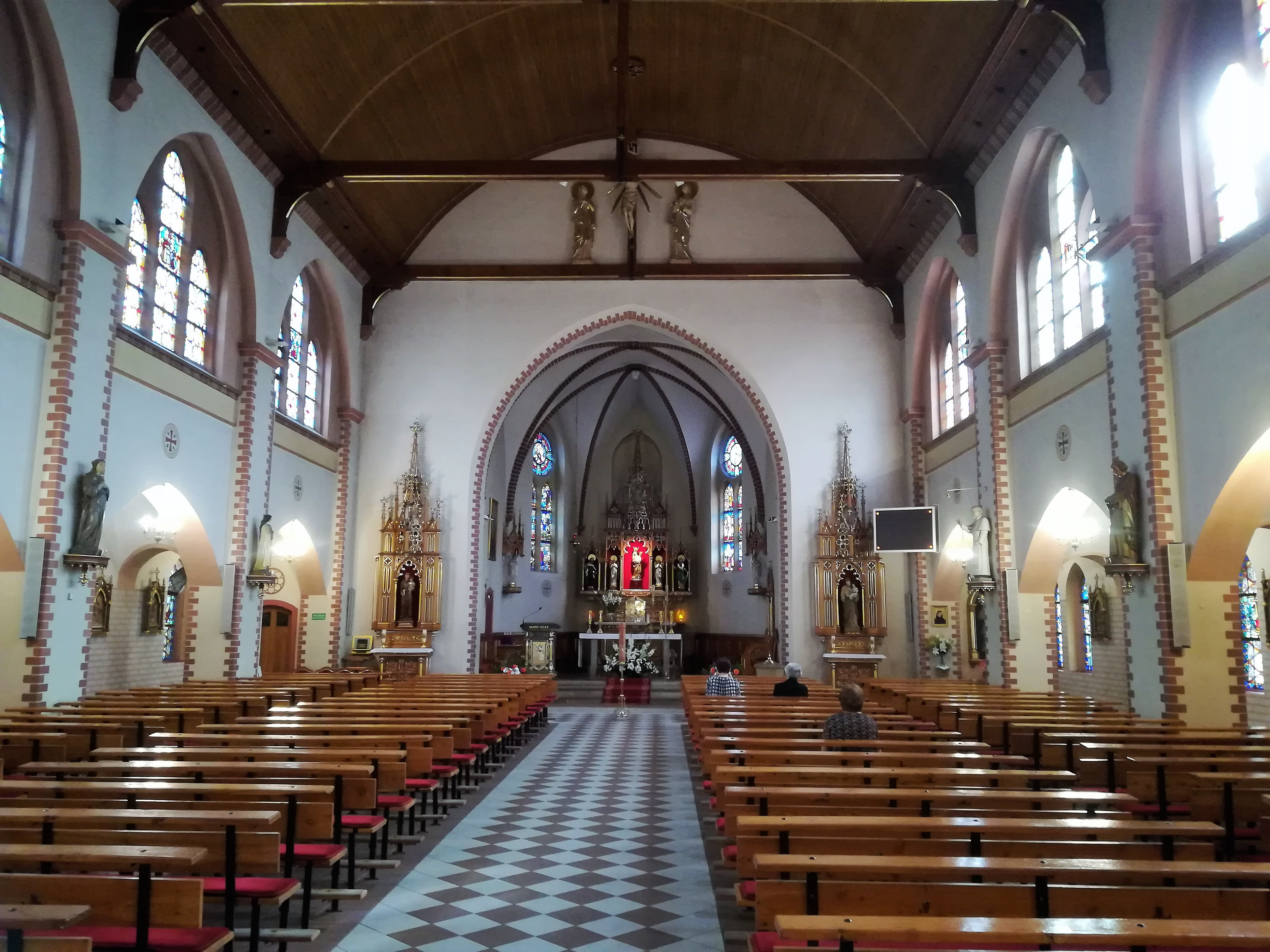
Kościół parafialny pw. Wniebowzięcia NMP (dawniej pw. Św.Katarzyny)

Jedynym zabytkiem w mieście jest kościół pw. Wniebowzięcia NMP w stylu neogotyckim, wybudowany w latach 1901–1903.
Obiekty o walorach historycznych w Redzie:
- zespół dworca i osiedla kolejowego z 1875 roku, składający się z dworca kolejowego, budynku dawnej poczty i telegrafu, domów mieszkalnych pracowników kolejowych, budynków technicznych i gospodarczych, w 2015–2016 budynek został odnowiony,
- budynki mieszkalne przy ul. Ogrodowej liczące ponad 200 lat,
- budynek dawnej oberży Kożyczkowskich sprzed 150 lat,
- spichlerz i dom mieszkalny – pozostałość po zakładzie produkcyjnym, założonym jeszcze w 1340 roku,
- budynki mieszkalne przy ul. ks. Józefa Poniatowskiego z lat dwudziestych i trzydziestych XX wieku,
- zespół dworsko-parkowy przy ul. Parkowej i Gajowej, składający się z dworu i parku z pierwszej połowy XIX wieku,
- zespół dworsko-parkowy przy ul. Rzecznej z końca XIX wieku,
- cmentarzysko grobów skrzynkowych (badane obecnie przez archeologów).

Atrakcje turystyczne:
- Punkt widokowy o wysokości ok. 70 m n.p.m. (ul. Jara) z widokiem na Zatokę Pucką i Mierzeję Helską, na który prowadzą 204 stopnie,
- Miejska Biblioteka Publiczna przy ul. Hieronima Derdowskiego ze stałą ekspozycją rzeźb ludowych Izajasza Rzepy (drewno, polichromia), obrazów olejnych i wyszywanych oraz utworów poetyckich.
- Miejski Dom Kultury w Redzie (ul. Łąkowa 59 A)
- Galeria street artu w dwóch tunelach (pod ul. Gdańską – tunel prowadzący do dworca PKP oraz ul. Gniewowska – tunel pod torami prowadzący na Osiedle Buczka) oraz na rondzie autobusowym na końcu ul. 12 Marca (dzielnica – Nowe Betlejem)
- Rzeźba w drzewie „Zespołu folklorystycznego Redzan” (skrzyżowanie ul. Wiejskiej i ul. Wiśniowej), a także rzeźby w drewnie „Kaszuby i Kaszubki” w Rodzinnym Parku Miejskim nad rzeką Redą (ul. Łąkowa)
- Park Miejski nad rzeką Redą, przy ul. Łąkowej
- Aquapark przy ul. Morskiej

### Szlaki turystyczne

#### Piesze
Przez Redę lub w jej okolicy przebiegają następujące piesze szlaki turystyczne:
- „Szlak Krawędzią Kępy Puckiej” – trasa liczy 33,2 km i biegnie z Pucka przez Rzucewo, Osłonino, Mrzezino oraz Redę do Wejherowa,
- „Szlak Zagórskiej Strugi” – szlak ma długość 56 km i prowadzi z Wejherowa przez Zbychowo, Rumię oraz dzielnice Gdyni do Gdyni Wzgórza św. Maksymiliana.

#### Rowerowe
W Redzie są dwie ścieżki rowerowe: jedna biegnie wzdłuż ul. Kazimierskiej i dalej wzdłuż ulicy Obwodowej. Druga ciągnie się wzdłuż ul. Morskiej. Przez miasto przebiega jeden turystyczny szlak rowerowy z Wejherowa przez Kazimierz do Rumi. Jest on słabo oznakowany, a jego trasę wyznaczają zwykłe uliczki. Za miastem szlak biegnie po prowizorycznie ułożonych płytach betonowych lub po drogach nieutwardzonych.
Orientacyjny przebieg szlaku przez miasto (od strony Wejherowa): ul. 12 Marca, al. Lipowa, ul. Brzozowa, ul. Kazimierska, ul. Mostowa.

#### Motoryzacyjne
Przez Redę przebiegają następujące szlaki turystyczne dla turystów zmotoryzowanych:
- „Trasa Morska” – szlak ma długość 57 km i prowadzi z Redy przez Puck, Gnieżdżewo, Swarzewo, Władysławowo, Chałupy, Jastarnię oraz Juratę na Hel.
- „Trasa Kaszubska” – szlak liczy 78 km i biegnie ze wsi Piaśnica Wielka przez Wejherowo, Redę, Osłonino, Rzucewo, Puck, Połczyno, Mechowo i Starzyno do Krokowej.
- „Trasa Nadmorska” – trasa liczy 65 km i zatacza koło z Redy przez Puck, Gnieżdżewo, Rozewie, Jastrzębią Górę, Karwię, Krokową, Starzyno oraz Połczyno z powrotem do Redy[potrzebny przypis].

#### Wodne
Przez Redę przechodzi jeden kajakowy szlak turystyczny na rzece Redzie na dnie Pradoliny Redy-Łeby. Został wytyczony od wsi Zamostne do ujścia w Zatoce Puckiej. Spływ odbywa się na nim z przerwami z powodu licznych przeszkód, które wymuszają ich omijanie lądem.

## Kultura

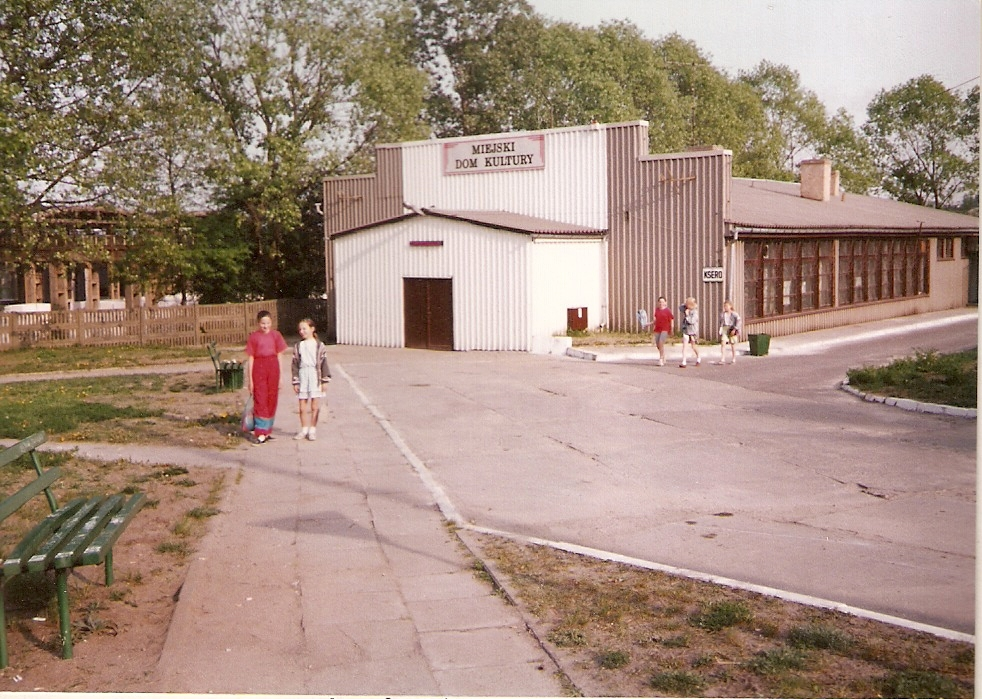
Nieistniejący już MDK w Redzie

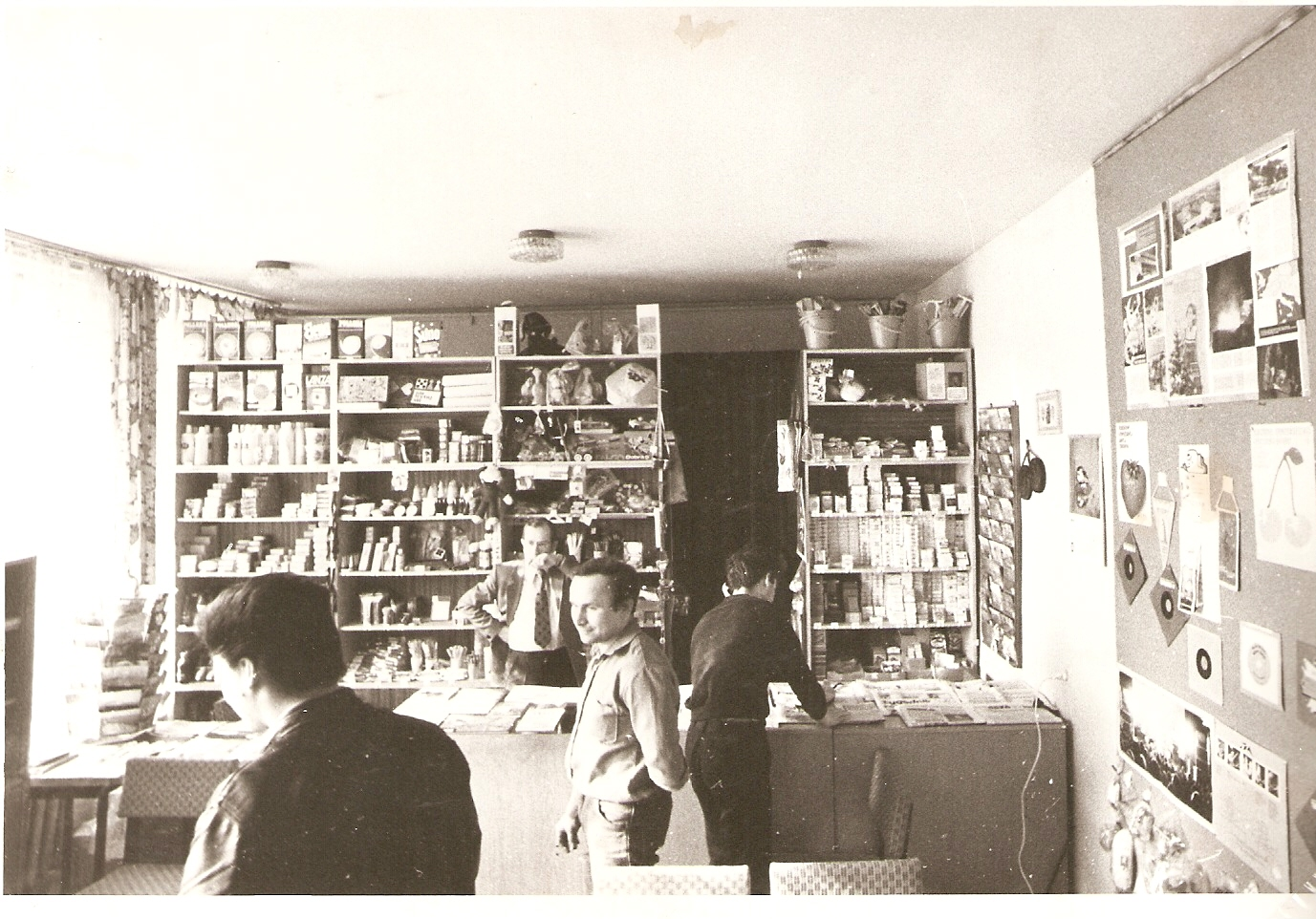
Klub prasy i książki „Ruch” (1995)

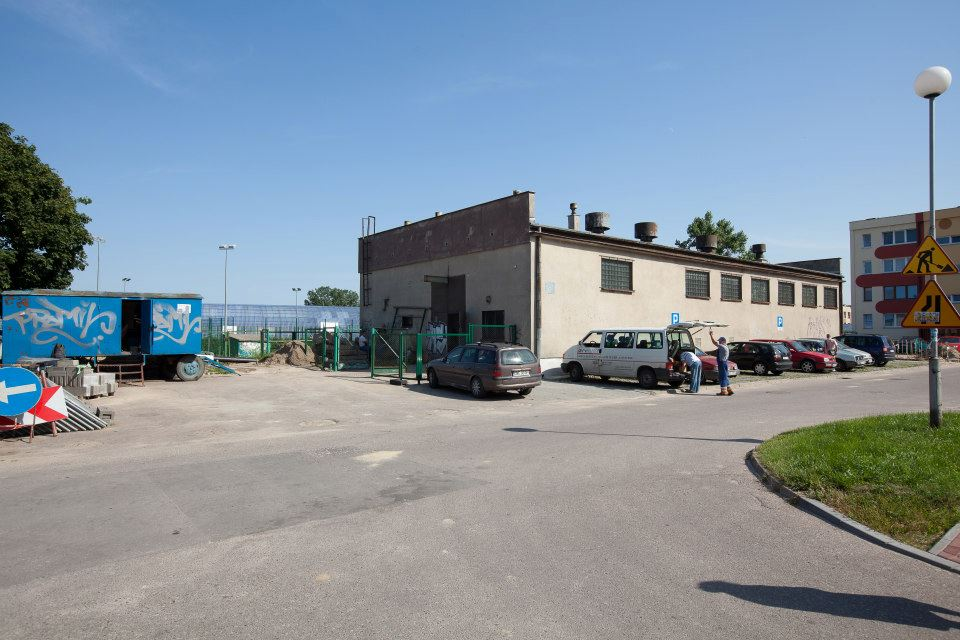
Miejski Dom Kultury (2014)

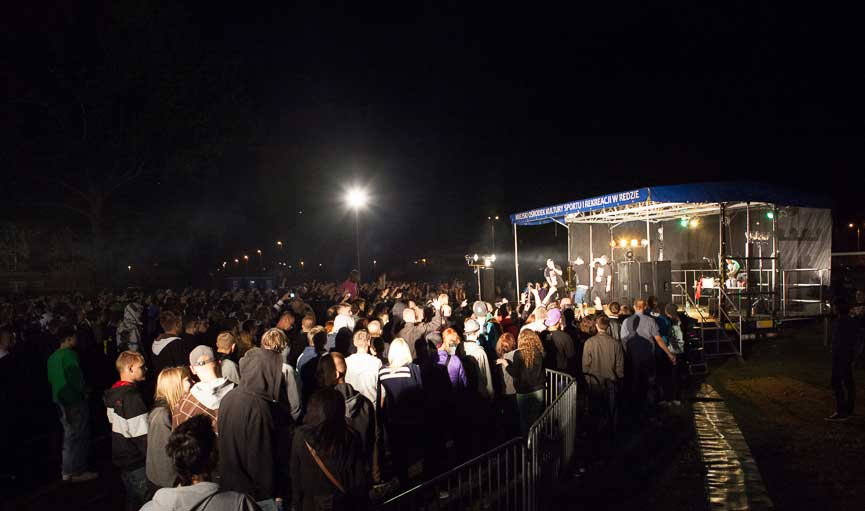
DRAP RAP festiwal hip-hop, rap w Redzie

### Problem języka kaszubskiego

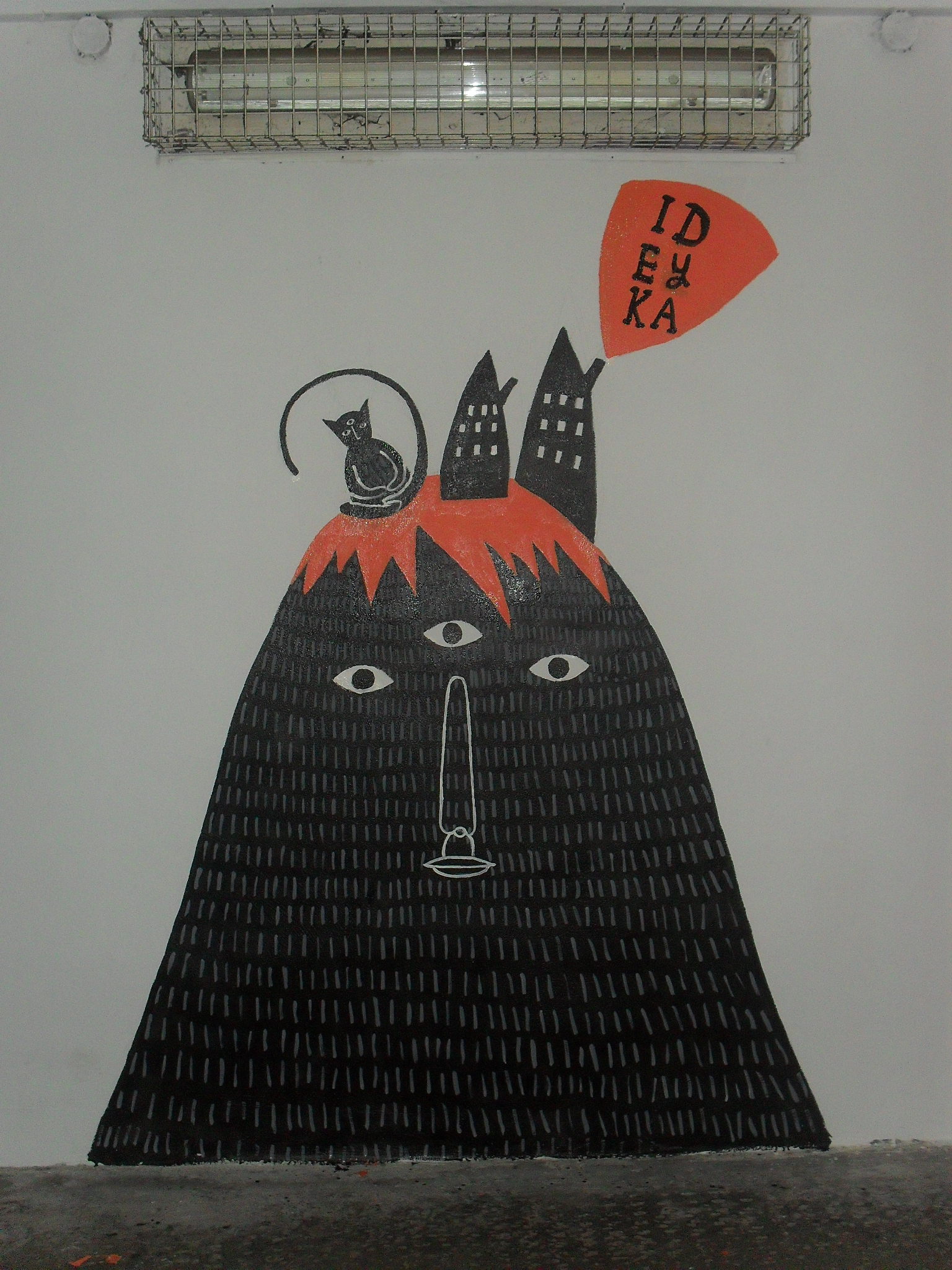
Jeden z murali w tunelu pod ul. Gdańską, wykonany w 2011

W XX wieku większość rdzennych mieszkańców Redy stanowili Kaszubi, a językiem ojczystym był kaszubski. Dzisiaj ludność kaszubska stanowi procentową mniejszość. Wiąże się to z nasilonym osiedlaniem Polaków z innych rejonów Polski od lat 90. XX wieku. Znaczącym problemem jest zanik języka kaszubskiego w Redzie. Posługują się nim głównie starsi mieszkańcy Redy urodzeni przed latami 70. XX wieku. Mniejszy odsetek posługujących się językiem kaszubskim stanowią mieszkańcy w wieku 20–40 lat. Naukę kaszubskiego prowadzi się w SP nr 5 im. Jana Drzeżdżona w Redzie (Rekowo Dolne), jednak jest to za mało, aby uchronić dziedzictwo kulturowe Redy.

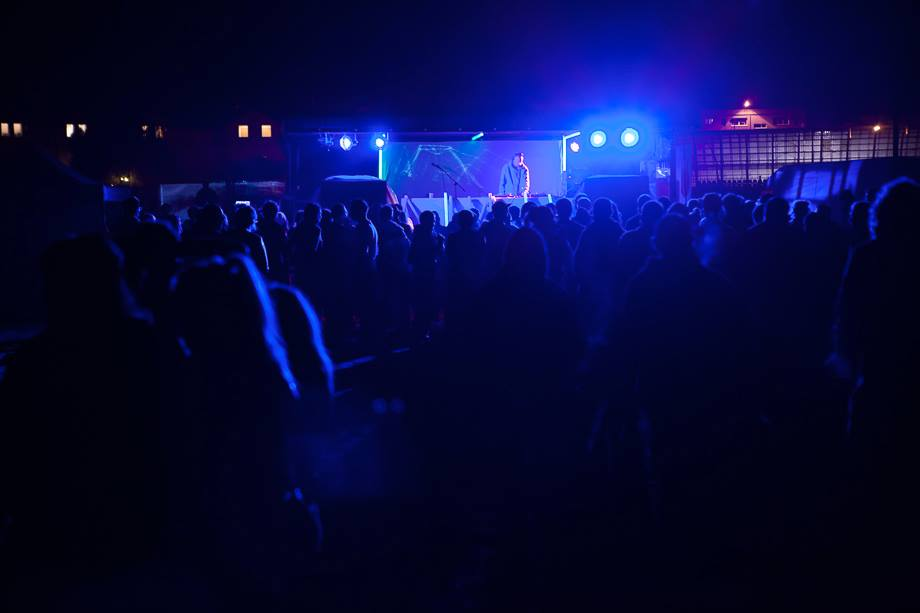
SUN GRASS muzyka elektroniczna – festiwal w Redzie

### Historia

#### Miejski Dom Kultury
Pierwszy Miejski Dom Kultury w Redzie założono w 1961 przy ul. Gniewowskiej 5. Pierwotnie składał się z sali widowiskowej w której mieściło się kino, sali klubowej (od 1962 pierwszy w powiecie klub prasy i książki „Ruch”), sali telewizyjnej, biura kierownika oraz dwóch innych pomieszczeń, z których jedno zajmowała biblioteka. Wyposażony był w sprzęt audiowizualny i muzyczny (między innymi gitarę i perkusję).
Został on zlikwidowany uchwałą Rady Miasta z grudnia 1995 „(…) Podczas sesji rady 2 lipca 1996 roku podkreślano, że Komisja ds. Oświaty, Kultury, Sportu i Rekreacji była przeciwna likwidacji tej placówki. Wielu radnych także się sprzeciwiało, ale władze zwracały uwagę przede wszystkim na zły stan obiektu, którego zamknięcie lub gruntowną modernizację nakazała straż pożarna. Ostatecznie za uchwałą o likwidacji MDK głosowało 16 radnych, 3 było przeciw, 1 się wstrzymała”Historia Redy pod red. Jerzego Tredera, Wyd. Muzeum Piśmiennictwa i Muzyki Kaszubsko-Pomorskiej, Wejherowo 2006.
Dzięki utworzeniu MDK w Redzie zaczęto częściej dyskutować nad perspektywami życia kulturalnego, dzięki czemu w 1964 przyjęto do realizacji program rozwoju kultury. Oceny jego realizacji dokonano na sesji MRN 26 maja 1967 roku. W tym samym roku rozpoczął się remont generalny budynku kultury. W roku 1974 przymierzano się dobudowy nowej infrastruktury dla Domu Kultury, niestety nie zrealizowano tego planu.
Jedną z największych imprez, która dzięki MDK gościła w mieście był Międzynarodowy Festiwal Folkloru Ludów Północy organizowany przez Nadbałtyckie Centrum Kultury w Gdańsku.
Po likwidacji MDK-u przy ul. Gniewowskiej kulturę włączono w struktury Miejskiego Ośrodka Sportu i Rekreacji, którego nazwę przemianowano na Miejski Ośrodek Kultury Sportu i Rekreacji – tak powstał Dział Kultury.
1 października 2013 utworzono ponownie Miejski Dom Kultury w Redzie z siedzibą przy ul. Łąkowej 59 A, który oczekuje na remont i przebudowę swojej siedziby, którego ukończenie planowane jest na koniec 2014 roku. 
Nowa siedziba domu kultury mieści się w starej wymiennikowni Miejskiego Przedsiębiorstwa Ciepłowniczo-Komunalnego „Koksik” i została nazwana Fabryką Kultury. W 2019 roku rozpoczęto pracę nad przebudową i rozbudową siedziby, która obejmowała dodatkowe pomieszczenia biurowe i magazynowe oraz nową, większą salę widowiskową. W tym też roku decyzją Rady Miejskiej zmieniona została nazwa z Miejskiego Domu Kultury na Fabrykę Kultury.

#### Kino
Kino „Zacisze” mieściło się w sali widowiskowej Miejskiego Domu Kultury przy ulicy Gniewowskiej 5. Zostało założone 9 kwietnia 1964, zlikwidowano je razem z MDK w 1996. Wyposażone w ekran panoramiczny. W roku 1968 odwiedziło 12 012 widzów, liczba ta rosła z roku na rok.

### Organizacje pozarządowe w Redzie
- Stowarzyszenie Twórców Sztuki i Rękodzieła Artystycznego „Kunszt”
- Stowarzyszenie Nowe Betlejem
- Stowarzyszenie Przyjaciół Biblioteki
- Stowarzyszenie Bibliotekarzy Polskich
- Uniwersytet Trzeciego Wieku w MBP
- Zrzeszenie Kaszubsko-Pomorskie Oddział w Redzie
- Towarzystwo Przyjaźni i Współpracy Polsko-Francuskiej w Redzie
- Zespół folklorystyczny Redzanie

## Język
Mieszkańcy Redy głównie posługują się językiem polskim, w mniejszej części także językiem kaszubskim.
Według danych Narodowego Spisu Powszechnego 2011 Reda jest zakwalifikowana do gmin, w których co najmniej 10% mieszkańców posługuje się językiem kaszubskim.

## Wspólnoty wyznaniowe
- Kościół rzymskokatolicki (dekanat Reda):
  - parafia Wniebowzięcia NMP – kościół Wniebowzięcia NMP,
  - parafia NMP Nieustającej Pomocy – kościół Matki Bożej Nieustającej Pomocy,
  - parafia św. Wojciecha – kościół św. Wojciecha,
  - parafia św. Antoniego Padewskiego – kościół Antoniego Padewskiego.
- Świadkowie Jehowy:
  - zbór Reda (Sala Królestwa ul. Spółdzielcza 20)[20].

## Zaprzyjaźnione samorządy
- Lubliniec
- Łowicz
- Rejon wileński
- Waldbronn